# Championnats d'Europe de cyclo-cross 2005
Navigation
Édition précédente Édition suivante
Les Championnats d'Europe de cyclo-cross 2005 se sont déroulés le 6 novembre 2005, à Pontchâteau en France.

## Résultats

### Hommes
| Épreuves        | Or             | Argent           | Bronze         |
| --------------- | -------------- | ---------------- | -------------- |
| Moins de 23 ans | Niels Albert   | Jan Soetens      | Zdeněk Štybar  |
| Juniors         | Róbert Gavenda | Yannick Martinez | Dries Govaerts |

### Femmes
| Épreuves | Or           | Argent               | Bronze            |
| -------- | ------------ | -------------------- | ----------------- |
| Élites   | Marianne Vos | Daphny van den Brand | Hanka Kupfernagel |

## Tableau des médailles
| Rang  | Nation    | Or | Argent | Bronze | Total |
| ----- | --------- | -- | ------ | ------ | ----- |
| 1     | Belgique  | 1  | 1      | 1      | 3     |
| 2     | Pays-Bas  | 1  | 1      | 0      | 2     |
| 3     | Slovaquie | 1  | 0      | 0      | 1     |
| 4     | France    | 0  | 1      | 0      | 1     |
| 5     | Allemagne | 0  | 0      | 1      | 1     |
| 5     | Tchéquie  | 0  | 0      | 1      | 1     |
| Total | Total     | 3  | 3      | 3      | 9     |